# 東経163度線
東経163度線（とうけい163どせん）は、本初子午線面から東へ163度の角度を成す経線である。北極点から北極海、アジア、太平洋、南極海、南極大陸を通過して南極点までを結ぶ。東経163度線は、西経17度線と共に大円を形成する。

## 通過する地域一覧
東経163度線は、北極点から南極点まで南に向かって以下の場所を通っている。
| 地理座標                                               | 国土・領土・領海 | 備考                                                                                             |
| ------------------------------------------------------ | ---------------- | ------------------------------------------------------------------------------------------------ |
| 北緯90度0分 東経163度0分 / 北緯90.000度 東経163.000度  | 北極海           |                                                                                                  |
| 北緯75度37分 東経163度0分 / 北緯75.617度 東経163.000度 | 東シベリア海     |                                                                                                  |
| 北緯69度39分 東経163度0分 / 北緯69.650度 東経163.000度 | ロシア           |                                                                                                  |
| 北緯61度32分 東経163度0分 / 北緯61.533度 東経163.000度 | オホーツク海     | ペンジナ湾（英語版）                                                                             |
| 北緯60度46分 東経163度0分 / 北緯60.767度 東経163.000度 | ロシア           | カムチャツカ半島                                                                                 |
| 北緯58度56分 東経163度0分 / 北緯58.933度 東経163.000度 | ベーリング海     | カラギンスキー湾（英語版）                                                                       |
| 北緯57度50分 東経163度0分 / 北緯57.833度 東経163.000度 | ロシア           | カムチャツカ半島                                                                                 |
| 北緯57度27分 東経163度0分 / 北緯57.450度 東経163.000度 | ベーリング海     | オゼルノイ湾                                                                                     |
| 北緯56度43分 東経163度0分 / 北緯56.717度 東経163.000度 | ロシア           | カムチャツカ半島                                                                                 |
| 北緯56度1分 東経163度0分 / 北緯56.017度 東経163.000度  | 太平洋           |                                                                                                  |
| 北緯5度22分 東経163度0分 / 北緯5.367度 東経163.000度   | ミクロネシア連邦 | コスラエ島                                                                                       |
| 北緯5度16分 東経163度0分 / 北緯5.267度 東経163.000度   | 太平洋           | シカイアナ環礁（ ソロモン諸島、南緯8度24分 東経162度57分 / 南緯8.400度 東経162.950度）の東を通過 |
| 南緯10度42分 東経163度0分 / 南緯10.700度 東経163.000度 | 珊瑚海           |                                                                                                  |
| 南緯26度37分 東経163度0分 / 南緯26.617度 東経163.000度 | 太平洋           |                                                                                                  |
| 南緯60度0分 東経163度0分 / 南緯60.000度 東経163.000度  | 南極海           |                                                                                                  |
| 南緯66度42分 東経163度0分 / 南緯66.700度 東経163.000度 | バレニー諸島     | バックル島（英語版）（ ニュージーランドが領有権主張）                                            |
| 南緯66度49分 東経163度0分 / 南緯66.817度 東経163.000度 | 南極海           |                                                                                                  |
| 南緯70度33分 東経163度0分 / 南緯70.550度 東経163.000度 | 南極大陸         | ロス海属領 - ニュージーランドが領有権主張                                                        |
| 南緯75度30分 東経163度0分 / 南緯75.500度 東経163.000度 | 南極海           | ロス海                                                                                           |
| 南緯77度4分 東経163度0分 / 南緯77.067度 東経163.000度  | 南極大陸         | ロス海属領 - ニュージーランドが領有権主張                                                        |